# Récifs du mont sous-marin d'Ajaccio et des affleurements rocheux de Valinco
Récifs du mont sous-marin d'Ajaccio et des affleurements rocheux de Valinco este o arie protejată (sit de importanță comunitară — SCI) din Franța întinsă pe o suprafață de 92.821 ha, integral marine.

## Localizare
Centrul sitului Récifs du mont sous-marin d'Ajaccio et des affleurements rocheux de Valinco este situat la coordonatele 41°48′04″N 8°16′01″E / 41.80115°N 8.26687°E.

## Înființare
Situl Récifs du mont sous-marin d'Ajaccio et des affleurements rocheux de Valinco a fost declarat sit de importanță comunitară în decembrie 2017 pentru a proteja 2 specii de animale.

## Biodiversitate
Situată în ecoregiunea mediteraneană, aria protejată conține 1 habitat natural: Recifuri.
La baza desemnării sitului se află mai multe specii protejate:
- mamifere (1): delfin mare (Tursiops truncatus)
- reptile (1): Caretta caretta

Pe lângă speciile protejate, pe teritoriul sitului au mai fost identificate 7 specii de mamifere.